# Ткаченко Олексій Орестович
Олексій Орестович Ткаченко — український мовознавець, перекладач.
Народився 6 грудня 1956 р. в м. Києві. Кандидат філологічних наук. Доцент.
Закінчив КДУ імені Тараса Шевченка, факультет романо-германської філології у 1979 р. З 2000 р. доцент кафедри теорії та практики перекладу романських мов КНУ імені Тараса Шевченка. У 1990 р. захистив кандидатську дисертацію зі спеціальності «загальне мовознавство, соціолінгвістика, психолінгвістика» при Московському державному університеті ім. М. В. Ломоносова.
Займався проблемами перекладу, соціолінгвістики, молодіжного французького мовлення, технічного перекладу, машинного перекладу тощо. Перекладач. Основні напрями наукової та педагогічної діяльності: переклади з французької, англійської, німецької мов українською та російською мовами і з української та російської французькою та англійською мовами. Вийшло друком понад 20 наукових публікацій.